# Dimiter Gotscheff
Dimiter Gotscheff

Link zum Bild

Dimiter Gotscheff (bulgarisch Димитър Гочев Dimitar Gotschew; * 26. April 1943 in Borissowgrad, Bulgarien; † 20. Oktober 2013 in Berlin) war ein bulgarischer Theaterregisseur, der hauptsächlich in Deutschland wirkte.

## Leben
Gotscheff – Sohn eines bulgarischen Tierarztes – kam 1962 mit seinem Vater in die DDR und lebte in Bad Freienwalde (Oder). Nach dem Abitur dem väterlichen Beruf folgend, studierte er zunächst Veterinärmedizin an der Humboldt-Universität zu Berlin. 1964 lernte Dimiter Gotscheff über den Dramatiker Hartmut Lange in einem Berliner Restaurant Heiner Müller kennen. Wenig später wechselte Gotscheff das Fach und studierte Theaterwissenschaft. Er war Schüler von Benno Besson und wurde 1968 Regieassistent von Fritz Marquardt.
1979 kehrte Gotscheff nach Bulgarien zurück und arbeitete fortan in seinem Heimatland als Regisseur. Aufsehen erregte die bulgarische Erstaufführung des Philoktet von Heiner Müller 1983 in Sofia. Als der damalige Intendant des Kölner Schauspielhauses Klaus Pierwoß ihn 1985 für eine Gastinszenierung nach Köln holte, blieb er nach dem Erfolg der Inszenierung von Heiner Müllers Quartett in der Bundesrepublik Deutschland.
Es folgten Stationen in Basel, Hannover, Düsseldorf, Bochum und Hamburg. Zwischen 1995 und 2000 war Dimiter Gotscheff Leitungsmitglied und Hausregisseur am Schauspielhaus Bochum. Seit 2000 war er als freier Regisseur in Berlin, Frankfurt am Main und Wien tätig. 2005 wurde er für seine Inszenierung von Anton Tschechows Iwanow von der Theaterfachzeitschrift Theater heute zum Regisseur des Jahres gewählt. Die Aufführung ist eine Produktion der Volksbühne am Rosa-Luxemburg-Platz in Berlin. Für diese Inszenierung erhielt er außerdem den 3sat-Theaterpreis im Rahmen des Berliner Theatertreffens. Seit 2005 war er als fester Regisseur am Deutschen Theater Berlin engagiert. 2013 inszenierte Gotscheff am Münchner Residenztheater das Stück Zement von Heiner Müller aus dem Jahr 1973.

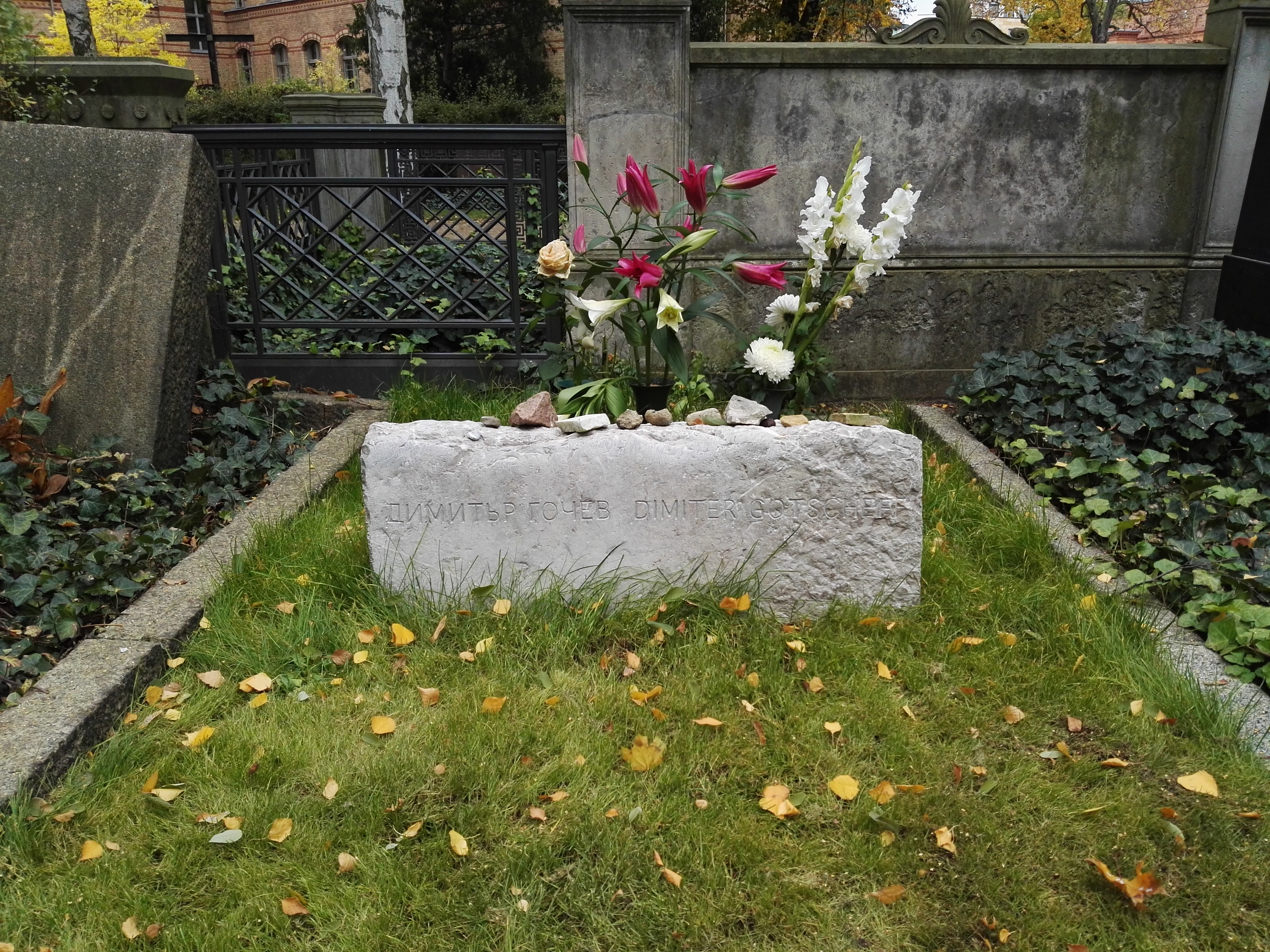
Grabstätte

Dimiter Gotscheff war mit der Schauspielerin Almut Zilcher verheiratet und bekam mit ihr einen Sohn. Nach kurzer, schwerer Krankheit verstarb er am 20. Oktober 2013 in Berlin. Er wurde als einer der wichtigsten deutschen Bühnenregisseure beschrieben. Er ist auf dem Friedhof der Dorotheenstädtischen und Friedrichswerderschen Gemeinden in Berlin-Mitte bestattet.

## Zitate
„In der Körpersprache Eurer Aufführung […] habe ich diese Übersetzung von Text in Theater gesehen, die Transformation der Fabel vom Stellplatz der Widersprüche zur Zerreißprobe für die Beteiligten, den Widerstand der Körper gegen die Notzucht durch den Sachzwang der Ideen.“

„Mit der Reduktion auf das Wesentliche, den Schauspieler, unterscheidet er sich sehr von der wild-ironischen Poesie, die heute im Theater gängig ist. Sein Blick auf den Mensch entkleidet ihn vielmehr von der Dekoration. In unserem modischen Zeitalter ist diese Haltung vielleicht die wahre Avantgarde.“

## Inszenierungen (Auswahl)
- 1979: Weiberkomödie von Heiner Müller, Theater Nordhausen
- 1983: Philoktet von Heiner Müller, Sofia
- 1985: Quartett von Heiner Müller, Schauspielhaus Köln
- 1986: Emilia Galotti von Gotthold Ephraim Lessing, Schauspielhaus Köln
- 1987: Philoktet von Heiner Müller, Theater Basel
- 1988: Die Troerinnen von Euripides, Schauspielhaus Köln
- 1988: Ödipus nach Sophokles von Heiner Müller, Theater Basel
- 1989: Gewitter von Alexander Ostrowski, Staatstheater Hannover
- 1990: Der Wald von Alexander Ostrowski, Staatstheater Hannover
- 1990: Carmen Kittel von Georg Seidel, Schauspielhaus Düsseldorf
- 1991: Fräulein Julie von August Strindberg, Schauspiel Köln
- 1992: Der Auftrag von Heiner Müller, Schauspielhaus Köln
- 1992: Die schöne Fremde von Klaus Pohl, Schauspielhaus Düsseldorf
- 1992: Leonce und Lena von Georg Büchner, Schauspielhaus Düsseldorf
- 1993: Die Möwe von Anton Tschechow, Schauspielhaus Köln
- 1993: Woyzeck von Georg Büchner, Schauspielhaus Düsseldorf
- 1994: Straßenecke von Hans Henny Jahnn, Thalia Theater Hamburg
- 1994: Die vom Himmel Vergessenen von Ekaterina Tomowa, Schauspielhaus Düsseldorf
- 1995: Der Kirschgarten von Anton Tschechow, Schauspielhaus Düsseldorf
- 1995: Amphitryon von Heinrich von Kleist, Schauspielhaus Bochum
- 1996: Dona Rosita bleibt ledig von Federico García Lorca, Schauspielhaus Bochum
- 1996: Auf der großen Straße von Anton Tschechow, Thalia Theater Hamburg
- 1996: Die Zimmerschlacht von Martin Walser, Schauspielhaus Bochum
- 1997: Germania 3. Gespenster am Toten Mann von Heiner Müller, Deutsches Schauspielhaus Hamburg
- 1997: Wie es euch gefällt von William Shakespeare, Schauspielhaus Bochum
- 1997: Glückliche Tage und Glückliche Texte von Samuel Beckett, Schauspielhaus Bochum
- 1998: Hermes in der Stadt von Lothar Trolle, Deutsches Schauspielhaus Hamburg
- 1998: Der zerbrochne Krug von Heinrich von Kleist, Schauspielhaus Bochum
- 1998: Asche zu Asche von Harold Pinter, Schauspielhaus Bochum
- 1999: König Lear von William Shakespeare, Deutsches Schauspielhaus Hamburg
- 1999: Don Quixote nach Miguel de Cervantes, Jahrhunderthalle Bochum
- 2000: Sechs Personen suchen einen Autor von Luigi Pirandello, Schauspielhaus Bochum
- 2000: Viridiana von Luis Buñuel, Akademietheater Wien
- 2000: Das Pulverfaß von Dejan Dukovski, Steirischer Herbst Graz
- 2001: Der dritte Sektor von Dea Loher, Thalia Theater Hamburg
- 2002: Der Leutnant von Inishmore von Martin McDonagh, Akademietheater Wien
- 2002: Die Cenci von Antonin Artaud, Schauspiel Frankfurt
- 2002: In der fernsten Ferne von Zinnie Harris, Staatstheater Stuttgart
- 2003: Tod eines Handlungsreisenden von Arthur Miller, Deutsches Theater Berlin
- 2003: Platonow von Anton Tschechow, Schauspiel Frankfurt
- 2003: Der Verwaiser nach Samuel Beckett, Thalia Theater Hamburg
- 2003: Der Kampf des Negers und der Hunde von Bernard-Marie Koltès, Volksbühne Berlin
- 2004: Salome nach Oscar Wilde von Gerhard Rühm, Akademietheater Wien
- 2004: Germania. Stücke von Heiner Müller, Deutsches Theater Berlin
- 2005: Philoktet von Heiner Müller, Volksbühne Berlin (mit Gotscheff in der Hauptrolle)
- 2005: Iwanow von Anton Tschechow, Volksbühne Berlin
- 2005: Geschichten aus dem Wiener Wald von Ödön von Horváth, Deutsches Theater Berlin
- 2006: Volpone von Ben Jonson, Deutsches Theater Berlin
- 2006: Das große Fressen von Marco Ferreri, Rafael Azcona und Francis Blanche, Volksbühne Berlin
- 2006: Tartuffe von Molière, Koproduktion Salzburger Festspiele und Thalia Theater Hamburg
- 2007: Die Perser von Aischylos von Heiner Müller, Deutsches Theater Berlin
- 2007: Der Selbstmörder von Nikolai Erdman, Volksbühne Berlin
- 2007: Die Hamletmaschine von Heiner Müller, Deutsches Theater Berlin (mit Gotscheff in der Hauptrolle)
- 2007: Anatomie Titus Fall Of Rome – Ein Shakespearekommentar von Heiner Müller, Deutsches Theater, Berlin
- 2008: Ubukoenig nach Alfred Jarry, Volksbühne Berlin
- 2008: Leonce und Lena nach Georg Büchner, Thalia Theater Hamburg
- 2009: Ödipus nach Friedrich Hölderlin von Heiner Müller, Thalia Theater Hamburg
- 2010: Prometheus nach Aischylos von Heiner Müller, Volksbühne Berlin
- 2010: Krankenzimmer Nr. 6 von Anton Tschechow, Deutsches Theater Berlin
- 2010: Der Mann ohne Vergangenheit von Aki Kaurismäki, Deutsches Theater, Berlin (Uraufführung 17. Dezember 2010)
- 2011: Antigone nach Sophokles von Bertolt Brecht, Thalia Theater Hamburg
- 2011: VERKOMMENE UFER MEDEAMATERIAL LANDSCHAFT MIT ARGONAUTEN | Mommsen Block von Heiner Müller, Deutsches Theater, Berlin (Uraufführung 13. November 2011)
- 2013: "Leeres Theater. Heiner Müller: Träume, Witze, Atemzüge", Thalia Theater Hamburg
- 2013: Zement, Residenztheater München
- 2013: Shakespeare Spiele für Mörder, Opfer Und Sonstige, Deutsches Theater, Berlin.

## Auszeichnungen
- 1991: Deutscher Kritikerpreis
- 2006: 3sat-Preis für Iwanow
- 2008: Peter-Weiss-Preis
- 2009: Nominierung für den Deutschen Theaterpreis DER FAUST in der Kategorie Regie Schauspiel für Das Pulverfass
- 2011: Theaterpreis Berlin

## Sonstiges
In dem Film Elf Onkel von Herbert Fritsch spielt Gotscheff den Vater von Hamlet. Der Film hatte im März 2010 Premiere an der Volksbühne am Rosa-Luxemburg-Platz.